# Scabiosa owerinii
Scabiosa owerinii är en tvåhjärtbladig växtart som beskrevs av Pierre Edmond Boissier. Scabiosa owerinii ingår i släktet fältväddar, och familjen Dipsacaceae. Inga underarter finns listade i Catalogue of Life.